# مورنو (بازیکن فوتبال، زاده ۱۹۴۸)
دنیل اوکلیدس مورنو (پرتغالی: Daniel Euclides Moreno؛ زادهٔ ۱۸ دسامبر ۱۹۴۸) بازیکن فوتبال اهل برزیل بود.
از باشگاه‌هایی که در آن بازی کرده است می‌توان به باشگاه فوتبال پالمیراس اشاره کرد.
وی همچنین در تیم ملی فوتبال برزیل بازی کرده است.